# Kristina Sabaliauskaitė
Kristina Sabaliauskaitė es una historiadora de arte, doctor honoris causa de la Academia de Artes de Vilna y escritora de Lituania. Nació en Vilna y vive en Londres desde 2002. Ha trabajado como corresponsal extranjera en Londres y como columnista para un periódico lituano. Se la conoce por su serie de novelas históricas Silva Rerum y La Emperatriz de Pedro.
Sus novelas han sido traducidas al estonio, al francés, al inglés, al letón, al polaco y al neerlandés

## Premios Literarios
- 2008 Premio literario Jurga Ivanauskaitė por la novela 'Silva Rerum'
- 2009 'Silva Rerum', votada Libro del Año en Lituania
- 2011 'Silva Rerum II', votada Libro del Año en Lituania.
- 2015 Premio literario Liudas Dovydėnas Literary Prize[1] por la novela 'Silva Rerum III'
- 2016 La edición polaca de 'Silva Rerum' (2008) entre las finalistas para el Premio Angelus de Europa Central[2]
- 2017 'Silva Rerum IV' (2016) votada como mejor libro de ficción por la revista 15min.lt readers[3]
- Los lectores pusieron a la tetralogía 2018 'Silva Rerum' (2008-2016) en tercer lugar en la lista de los '100 libros lituanos del siglo' durante la votación organizada para conmemorar el Centenario de la Independencia de Lituania (1918-2018)[4]
- 2019 El libro 'Emperatriz de Pedro' (part 1) fue elegido como mejor libro de ficción lituano del año 2019 por 15min.lt[5]
- 2022 El segundo libro de 'Emperatriz de Pedro fue nominado como Libro del Año de 2022 en Estonia, categoría Ficción Extranjera, en traducción de Tiina Katel[6]